# Alfred Chalke
Alfred Pomeroy Phillips Chalke (ur. 21 grudnia 1878 w Caernarfon, zm. 10 maja 1966 w Windsor) – brytyjski szermierz, szablista. Członek brytyjskiej drużyny olimpijskiej w 1908 roku.